# 西西里阿拉伯语
西西里阿拉伯语（羅馬化：al-lahja l-ʿarabiyya ṣ-ṣiqilliyya）是一组阿拉伯语变体，曾在9世纪起的西西里酋长国（包括马耳他岛）流行，在之后的诺曼统治下一直延续到13世纪。它源自9世纪阿拔斯王朝对西西里的征服，在11世纪诺曼人征服该地后逐渐式微。
西西里阿拉伯语已灭绝，被视为一种历史语言，仅在9至13世纪间西西里的书面文献中有所记载。然而，今天的马耳他语被认为是它唯一仍存的后裔。在过去800年里，马耳他语从西西里阿拉伯语的一种方言演变而来，并在逐步拉丁化的过程中，受到大量罗曼语的上层影响。相比之下，如今的西西里语是一种意大利-达尔马提亚语，几乎没有保留多少西西里阿拉伯语的词汇，影响仅限于大约300个词左右。

## 历史

### 阿拉伯语传播至西西里
在7至8世纪间，西西里屡次遭到来自突尼斯的袭击。拜占庭治下的西西里最终被穆斯林阿拉伯人征服，但这一过程零散且缓慢。即便在962年陶尔米纳陷落、征服全面完成之后，该地区仍属边境地带。在阿拉伯人征服之后相当长的一段时间里，罗曼语（如非洲罗曼语）和拜占庭希腊语仍在岛上使用。西西里穆斯林是这些语言的主要使用者。然而，根据海军元帅圣母教堂的创建宪章——用希腊语和阿拉伯语书写而成——可以推测，西西里阿拉伯语也是许多当地人，尤其是巴勒莫的东正教徒的母语。

### 诺曼人的西西里王国
当诺曼人进入西西里时，岛上主要分为两个非拉丁语族的语言群体：
- 讲阿拉伯语的群体，主要集中在巴勒莫、阿格里真托、布泰拉、恩纳和诺托；

- 讲希腊语的群体，主要分布在墨西拿、陶尔米纳、切法卢、卡塔尼亚和锡拉库萨。

1086年，诺曼人成功促使恩纳最后一位有影响力的卡尔比王朝统治者伊本·哈穆德皈依基督教。这一皈依事件，加上诺曼人采纳了许多阿拉伯的治理习俗，促成了一种基督教背景的西西里阿拉伯语的出现。在诺曼统治时期，王室文书机构同时使用阿拉伯语、希腊语和拉丁语办公。

《游方者之喜悦：穿越天涯海角之旅》的现代复制品，方向上北下南

《游方者之喜悦：穿越天涯海角之旅》（欧洲世界称其为《鲁杰罗之书》）是一部描绘世界及世界地图的著作，由居住在巴勒莫的阿拉伯地理学家穆罕默德·伊德里西于1154年完成。伊德里西在西西里诺曼国王鲁杰罗二世的宫廷中，耗费十五年撰写地图的注解与绘图；这项工作约始于1138年，是应鲁杰罗之命而作。

### 13世纪后的衰落
在征服之后的一段时期内，新统治者有时仍使用阿拉伯语和希腊语，这两种语言也被用于王室的财政管理事务中，负责西西里和卡拉布里亚的王室土地和人丁管理。当时颁布的大量文书，成为研究西西里地区阿拉伯语的最主要和最重要的史料之一。然而，当霍亨斯陶芬王朝取代诺曼人后，阿拉伯语在1198年被废除，不再作为政府语言。此后，在13世纪，霍亨斯陶芬王朝统治者将岛上剩余的穆斯林驱逐至卢切拉和北非。由于这次大规模驱逐，留下来的西西里阿拉伯语使用者只剩下基督徒群体。
当阿拉贡人统治西西里后，他们引入了加泰罗尼亚贵族，并将拉丁语设为唯一的官方语言。至14世纪，希腊语和阿拉伯语的官方文书在西西里已不复存在。
阿拉伯语的影响仍体现在一些西西里语的词汇中，其中大多数与农业及相关活动有关。

## 马耳他语
由西西里阿拉伯语在马耳他岛发展而来的现代语言被称为马耳他语。“西西里阿拉伯语”通常指1300年以前在该地区使用的语言，但14世纪几乎没有留下任何记录，而马耳他语最早的文献是彼得鲁·卡夏罗于15世纪末创作的《诗歌》，这首作品采用拉丁字母书写。
马耳他语是在马耳他重新基督教化（1250年左右完成）后，经过逐步拉丁化过程，从西西里阿拉伯语演变而来的。部分西西里阿拉伯语词汇与后来马耳他语中的词汇相似。虽然西西里阿拉伯语对现代西西里语的影响相对较小，但现代西西里语中仍有许多来源于阿拉伯语的词汇，这些词汇可能来自西班牙语，也可能直接源于西西里阿拉伯语。下面的表格列出了一些典型例子：
| 马耳他语 | 西西里语 （阿拉伯词源） | 西班牙语 （阿拉伯语词源） | 现代标准阿拉伯语 | 汉语   |
| -------- | ----------------------- | ------------------------- | ---------------- | ------ |
| ġiebja   | gebbia                  | aljibe                    | جَابِيَة (jābiya)         | 水库   |
| ġulġlien | ciciulena               | ajonjolí                  | جُلْجُلَان (juljulān)        | 芝麻   |
| sieqja   | saia                    | acequia                   | سَاقِيَة (sāqiya)         | 水渠   |
| żagħfran | zaffarana               | azafrán                   | زَعْفَرَان (zaʿfarān)        | 藏红花 |
| żahra    | zàgara                  | azahar                    | زَهْرَة (zahra)          | 花     |
| żbib     | zibbibbu                | acebibe                   | زَبِيب (zabīb)          | 葡萄干 |